# عبد الهادي مصباح
عبد الهادي مصباح، أستاذ دكتور مصري واستشاري المناعة والتحاليل الطبية،  وزميل الأكاديمية الأمريكية للمناعة والميكروبيولوجي.

## عضوياته
الأستاذ الدكتور عبد الهادي مصباح عضو في الهيئات التالية:
- أكاديمية نيويورك للعلوم.
- الجمعية الأمريكية لتطوير العلوم.
- عضو دولي باللجنة القومية لشؤون المعامل بالولايات المتحدة.
- عضو بنقابة أطباء مصر.
- عضو في الجمعية الأمريكية للميكروبيولوجي.
- عضو في الجمعية الأمريكية للسرطان.
- زميل في جامعة كلورادو للأمراض المعدية الفيروسية والطفيلية.
- عضو مؤسس في الرابطة العربية للكتاب العلميين.

## الدراسة والجوائز
- حاصل على الدكتوراه في تحاليل المناعة والميكروبيولوجي من جامعة تمبل بفيلادلفيا بالولايات المتحدة الأمريكية، وزمالة الأكاديمية الأمريكية للمناعة والميكروبيولوجي.
- شارك في تنظيم ورئاسة العديد من جلسات المؤتمرات العلمية في مجال المناعة ومكافحة مرض الإيدز والاكتشاف المبكر للأورام والبيولوجيا الجزيئية والاستنساخ.
- حصل على جائزة رئيس جمهورية مصر العربية في معرض الكتاب الدولي بالقاهرة في يناير عام 1998 عن كتاب (الاستنساخ بين العلم والدين) كأحسن كتاب لعام 1997م.
- حصل على جائزة تبسيط العلوم من أكاديمية البحث العلمي والتكنولوجيا بمصر لعام 1998م عن مجموعة مؤلفاته وأبحاثه في مجال تبسيط العلوم.

## التاريخ المهني
التاريخ المهني للأستاذ الدكتور عبد الهادي مصباح 
- صاحب ومدير مركز الفحص الطبي الشامل   59 شارع الجمهورية   القاهرة في الفترة من 11 / 1990م حتى الآن.
- عضو مجلس إدارة الشركة المصرية للأمصال (فاكسيرا) في الفترة من 2011 - 2013م.
- المستشار الطبي للعديد من البنوك والشركات والسفارات العربية والأجنبية ودور الصحف القومية.
- أستاذ زائر بجامعة تمبل بفيلادلفيا بولاية بنسلفانيا بالولايات المتحدة بقسم المناعة الإكلينيكية والميكروبيولوجى بكلية الطب جامعة تمبل.
- عمل استشاريا لتحاليل المناعة والفيروسات بمستشفيات سانت كريستوفر وكذلك مركز ألبرت أينشين الطبي بفيلادلفيا.
- أستاذ زائر لعلم المناعة لطلبة الدراسات العليا والتعليم الطبي المستمر بجامعة عين شمس.

## نشاطه الإعلامي
- كاتب في جرائد: الأهرام- الأخبار اليومية - المصرى اليوم - الوطن - الفجر - الصباح.
- برنامج يومي في إذاعة صوت العرب في شهر رمضان بعنوان (علم الإنسان ما لم يعلم) ويذاع بقية العام أسبوعيا صباح يوم الجمعة في الساعة العاشرة إلا ربع (استمر ثلاث سنوات حتى الدورة السابقة).
- مقالات يومية في جريدة الأخبار تحت اسم (العلم للدنيا والدين)  وأيضا (وفي أنفسكم) في شهر رمضان المبارك في الصفحة الدينية كل عام.
- مقالات أسبوعية يوم الجمعة من كل أسبوع في صفحة الرأي بجريدة الأخبار القاهرية في مجالات متعددة، وكذلك بشكل غير منتظم في ملحق الأهرام - العدد الأسبوعي يوم الجمعة (أسبوعيات – تحقيقات الجمعة).
- كاتب بمجلة (الأهرام العربي) التابعة لمؤسسة الأهرام القاهرية.
- له العديد من المقالات في مختلف المجلات والجرائد المصرية والعربية مثل مجلة أكتوبر ونص الدنيا وحواء وآخر ساعة وكل الناس وزهرة الخليج واليقظة والهدف والأنباء الكويتية والوفد.
- استشاري التحاليل الطبية والمناعة بعيادة القناة الثالثة بالتليفزيون المصري.
- له العديد من البرامج التليفزيونية الحوارية والندوات التي كان ضيفا عليها، والتي تم نقلها عن طريق الأقمار الصناعية عبر شبكة WORLD NET ، والتي تم إذاعتها على قناة النيل الدولية، والقنوات الفضائية المصرية وكذلك شبكة ART.
- له العديد من البرامج التليفزيونية الحوارية والندوات التي كان ضيفا عليها، والتي تم نقلها عن طريق الأقمار الصناعية عبر شبكة WORLD NET ، وأيضاً من خلال شبكة الإنترنت، Elaph , Islam On Line ،  Moheetوتم إذاعتها على قناة النيل الدولية، والقناة الفضائية المصرية وكذلك شبكة   ART ، وقناة Orbit.
- كان ضيفا على الكثير من البرامج التي تبث على الهواء مباشرة من القنوات الأرضية والفضائية المصرية والعربية  وغيرها من البرامج الأخرى المسجلة على جميع قنوات التليفزيون والإذاعة والقنوات العربية والعالمية الفضائية.
- تم استضافته في برامج خاصة في إذاعة ال BBC بلندن مرات عديدة، وكذلك في إذاعة صوت أمريكا، وراديو سوا بواشنطن، وفي برامج أخرى عديدة.
- يقدم فقرة طبية أسبوعية يوم الخميس من كل أسبوع في برنامج «صباح الخير يا عرب» من إذاعة صوت العرب بعنوان «نصيحة طبية للأسرة العربية».
- برنامج «أفلا تبصرون» 30 حلقة من إنتاج الوكالة العربية للأخبار وتم إذاعته على قناة أزهري الدينية.

## مؤلفاته
صدر له 25 كتاب منها: 
1. عضو مشارك في تأليف كتاب«نظام التطعيمات في الأشخاص الذين لديهم نقص في المناعة»، والذي تم وضعه بواسطة هيئة المصل واللقاح بالتعاون مع منظمة الصحة العالمية بواسطة عدد من الخبراء المصريين والعالميين.
2. الإيدز بين الرعب والاهتمام والحقيقة، الدار المصرية اللبنانية، 370 صفحة.
3. حوار مع مريض بالإيدز، دار الأمين.
4. شباب بلا شيخوخة، دار الأمين، ط1، 1994م، ط2، 1998م.
5. المناعة بين الانفعالات والألم، دار المعارف.
6. أسرار المناعة من الإنفلونزا إلى السرطان والإيدز، الدار المصرية اللبنانية، ط1، 1996م / 1416 هـ، ط2، 1998م / 1419 هـ.
7. آدم وحواء من الجنة إلى أفريقيا، الدار المصرية اللبنانية.
8. الاستنساخ بين العلم والدين، الدار المصرية اللبنانية، 1998م.
9. ضعف الثقافة الجنسية: سر شقاء الزوجين، الدار المصرية اللبنانية.
10. العلاج الجيني واستنساخ الأعضاء البشرية، الدار المصرية اللبنانية.
11. الأسلحة البيولوجية والكيميائية بين الحرب والمخابرات والإرهاب، تقديم الدكتور أسامة الباز، الدار المصرية اللبنانية.
12. قصة بعنوان «ثمن السقوط»، تم تحويلها إلى فيلم بعنوان «قبلات مسروقة»، بواسطة جهاز السينما بمدينة الإنتاج الإعلامي، وتولى كتابة السيناريو والحوار للفيلم الكاتب الصحفي أحمد صالح.
13. قصة بعنوان «الخريف في شمس الربيع» –تحت الطبع
14. سلسلة الجينات والسلوكيات: 1-الإدمان، الدار المصرية اللبنانية.
15. سلسلة الجينات والسلوكيات: 2- العبقرية والذكاء والإبداع، الدار المصرية اللبنانية. [6]
16. الحب والضحك والمناعة، كتاب اليوم، مؤسسة أخبار اليوم.
17. شارك في وضع البرنامج التعليمي للإيدز الذي تم وضعه بواسطة مجموعة «ألفا» ALPHA لتدريب الأطباء على مستوى القارة الأفريقية.
18. المحمول والوجبات السريعة وسلوكيات تهدد الصحة، الدار المصرية اللبنانية،
19. طريقك إلى النبوغ والعبقرية، الدار المصرية اللبنانية
20. كيمياء الحب والمرح والمناعة - الدار المصرية اللبنانية
21. العلاج بالجينات وطب المستقبل - الدار المصرية اللبنانية